# Mariann Fischer Boel
Else Mariann Fischer Boel (født 15. april 1943 i Åsum på Fyn) er en dansk politiker fra Venstre. Hun var i perioden 2004-2010 Danmarks Europa-Kommissær med ansvar for landbrug og udvikling af landdistrikterne. Forinden havde hun været fødevareminister 2001-2004 og medlem af Folketinget fra 1990 til 2004.
I 2008 blev Boel af Europabevægelsen kåret til Årets Europæer.

## Baggrund og tidlig karriere
Boel er født i Åsum ved Odense på Fyn, datter af godsejer Hans Boel og fru Valborg.
- Nysproglig student (1963).
- Økonomi- og sprogstudier i Belgien (1963-64).
- Højere handelseksamen (1965).
- Direktionssekretær i eksportvirksomhed i København (1965-67)
- Økonomichef samme sted (1967-71).
- Godsejer (Østergård) 1980-2005
- Medlem af Munkebo Kommunalbestyrelse (1982-91) og igen (1994-97)
- 2. viceborgmester (1986-90).
- Formand i Venstres Kertemindekreds (1987-89).
- Medlem af repræsentantskabet for Forsikringsselskabet Østifterne (1991-)
- Af Boel-Fondens bestyrelse fra (1992-)
- KD's lokalråd Odense (1996-).
- Formand for Højskolernes Sekretariat 1993-).
- Medlem af Statens Ligningsråd (1994-98)
- Af Landsskatteretten (1998-01).
- Partiets kandidat i Faaborgkredsen fra 1988.
- Venstre – folketingsmedlem for Fyns Amtskreds (12. dec. 1990-2004).
- Medlem af Venstres hovedbestyrelse og af bestyrelsen for Venstres folketingsgruppe (1990-01).
- Formand for Folketingets Landbrugs- og Fiskeriudvalg (1994-98)
- For Erhvervsudvalget (1998-99)
- For Skatteudvalget (1999-01).

## Ministerhverv
- Fødevareminister i regeringen Anders Fogh Rasmussen I (27. november 2001- 2. august 2004). Ved regeringsrokaden i august 2004 afgav Fischer Boel ministerposten for i stedet at forberede sig på at blive landsbrugskommissær i EU fra november samme år.

## Medlem af Folketinget
Mariann Fischer Boel var medlem af Folketinget fra folketingsvalget 12. december 1990 til hun nedlagde sit mandat 7. oktober 2004. Folketingsmandatet blev
overtaget af Erling Bonnesen.

## Ivar Hansens dødsfald
Den daværende formand for Folketinget, Ivar Hansen, døde i Fischer Boels lejlighed i København, mens hun var fødevareminister. Ifølge en pressemeddelelse fra hende blev Hansen meget dårlig, hvorpå hun 11. marts 2003 kl. 01.22 tilkaldte en ambulance. Samtidig bekendtgjorde hun, at at de to havde haft et langt og venskabeligt forhold. Pressemeddelelsen blev først udsendt efter kl. 20 samme dag, hvilket hun forklarede med, at hun skulle tale med Ivar Hansens hustru inden dens offentliggørelse. På grund af disse omstændigheder fik Fischer Boel ikke mulighed for at overtage den ledige post som folketingsformand; den gik i stedet til Christian Mejdahl.

## Ekstern kilde/henvisning
- Kommissærens hjemmeside